# Eußenheim
Eußenheim è un comune tedesco di 3 302 abitanti, situato nel circondario del Meno-Spessart nel distretto della Bassa Franconia nel land della Baviera.